# アッハーズ
アッハーズ(Aḫḫāzu)とは、バビロニアとアッシリアにおいてよく知られていたバビロニア神話の病気の悪霊・魔神。ラマシュトゥ、ラバスなどのうちの一柱である。

## 詳細
熱病や黄疸に罹患させる悪霊とされる。アッハーズ（Akhkhazu）という言葉には男性の性があるという事実にもかかわらず、しばしば女神として記述される。